# Jean Heinrich Weißhaupt
Jean Heinrich Weißhaupt (* 1832 in Hanau; † 8. Juni 1894 ebenda) war ein deutscher Fabrikant und Abgeordneter des Provinziallandtages der Provinz Hessen-Nassau.

## Leben
Jean Heinrich Weißhaupt war der Sohn des Bijouteriefabrikanten Esay Otto Weißhaupt und dessen Ehefrau Anna Marie Joseph. Er übernahm den elterlichen Betrieb und wurde im Oktober 1860 in die Hanauer Bürgerschaft aufgenommen. 
Von 1878 an hatte er einen Sitz im Kurhessischen Kommunallandtag des Regierungsbezirks Kassel, aus dessen Mitte er zum Abgeordneten des Provinziallandtages der Provinz Hessen-Nassau bestimmt wurde. Er war als einer der Vertreter aus dem Stand der Städte in verschiedenen Ausschüssen tätig und blieb bis 1893 in den Parlamenten.